# Triplectides parvus
Triplectides parvus là một loài Trichoptera trong họ Leptoceridae. Chúng phân bố ở miền Australasia.